# Triptis (Verwaltungsgemeinschaft)
Triptis  é uma associação municipal do tipo Verwaltungsgemeinschaft da Alemanha, situada no distrito de Saale-Orla do estado de Turíngia. 
A associação municipal Triptis com sede na cidade homónima reune numa só administração os seguintes municípios: 
1. Dreitzsch com o bairro de Alsmannsdorf
2. Geroda (Turíngia) com os bairros Wittchenstein e Geheege
3. Lemnitz com o bairro de Leubsdorf
4. Miesitz com o bairro de Kopitzsch
5. Mittelpöllnitz com o bairro de Porstendorf
6. Pillingsdorf com o bairro de Burkersdorf
7. Rosendorf com o bairro de Zwackau
8. Schmieritz com os bairro de Weltwitz e Traun
9. Tömmelsdorf com o bairro de Wüstenwetzdorf
10. Triptis (cidade) com os bairros de Oberpöllnitz, Schönborn, Ottmannsdorf, Hasla e Döblitz